# Ferenc Kiss
Ferenc Kiss, född den 5 januari 1942 i Nick, Ungern, död 8 september 2015, var en ungersk brottare som tog OS-brons i tungviktsbrottning i den grekisk-romerska klassen 1972 i München. 